# George Smith (rugbista)
George Benjamin Smith (Sídney, 14 de julio de 1980) es un exjugador australiano de rugby que se desempeñaba como ala. Fue internacional con los Wallabies de 2000 a 2013.

## Carrera
Smith se caracterizó por su habilidad de manos, efectividad en el tackleo, potencia física y velocidad en los rucks. En 2001 fue nominado como Mejor Jugador del Mundo pero al final el premio lo ganó Keith Wood y mantuvo una popular rivalidad deportiva con su compatriota Phil Waugh.
Regresó al hemisferio sur con 37 años para jugar en los Queensland Reds, hizo su debut en el Super Rugby 2018.

## Selección nacional
Fue convocado a los Wallabies por primera vez para enfrentar a Les Bleus en noviembre de 2000, enfrentó a los British and Irish Lions durante la Gira de 2001, fue capitán de 2007 a 2009 y jugó su último partido contra los Lions durante la Gira de 2013. En total jugó 111 partidos y marcó 45 puntos, productos de nueve tries.

### Participaciones en Copas del Mundo
Participó de los mundiales de Australia 2003 y Francia 2007.
| Mundial                       | Sede      | Resultado        | PJ | Tries |
| ----------------------------- | --------- | ---------------- | -- | ----- |
| Copa Mundial de Rugby de 2003 | Australia | Subcampeón       | 7  | 2     |
| Copa Mundial de Rugby de 2007 | Francia   | Cuartos de final | 4  | 2     |

## Palmarés
- Campeón de The Rugby Championship de 2001.
- Campeón del Super Rugby de 2001 y 2004.
- Campeón de la Top League de 2011–12, 2012–13, 2016–17 y 2017–18.